# Art urbain en Île-de-France
A partir des années 1980, l'art urbain ou street art s'est développé en Ile-de-France depuis trois foyers : Paris, la Seine-Saint-Denis et le Val-de-Marne. Ont contribué à cet essor : l'action des artistes, qui, à l'exemple de C215, ont permis aux oeuvres d'art urbain d'essaimer, la politique volontariste de plusieurs municipalités (Vitry-sur-Seine ou Pantin), qui notamment au moyen du 1 % artistique, ont favorisé son expansion et son implantation, et d'associations, telles que Vitry'N urbaine ou LEMUR93, qui ont oeuvré à maintenir cet élan.
D'abord cantonné aux quartiers défavorisés et aux friches industrielles, le street art s'est peu à peu développé dans l'ensemble des départements d'Ile-de-France, jusqu'à investir des villages (Montry) ou des villes plus aisées (Versailles ou Chatou).

## Paris

Fresque, rue de l'Espérance, Paris 13e arrondissement

## Seine-Saint-Denis

### Pantin

#### L'Îlot 27
Dans le cadre d'un projet de renouvellement urbain, porté par l'ANRU à partir de 2021, ce quartier de grands ensembles, composé de 1 000 logements sur une dalle entre 1971 et 1984, a été embelli par une galerie de street art à ciel ouvert.
Ce projet a permis le désenclavement de ce quartier situé au Sud-Ouest de la commune, et compte de nombreuses fresques d'artistes nationaux (Kashink, Da Cruz, Moyoshi) et internationaux.

### Saint-Denis

#### Street Art Avenue
Cette galerie d'art à ciel ouvert, qui peut se découvrir à pied, à vélo ou en bateau, se situe sur les berges du canal Saint-Denis et est désormais le plus long parcours d'Europe dédié à l'art urbain. S'étalant sur environ 5 kms, elle a été créée à l'occasion de l'Euro 2016 et relie le bassin de la Villette au Stade de France.

#### L'Aérosol Saint-Denis
Aménagé dans un site de maintenance ferroviaire, les  "Cathédrales du rail", abandonné en 1990, ce musée dédié au hip hop et à la culture urbaine devrait ouvrir en 2028. Autour de ce musée est prévue la construction d'un quartier écoresponsable, incluant 650 logements. Ce projet fait suite à "L'aérosol", lieu éphémère consacré au street art, et créé en 2017 dans une friche industrielle à Porte de la Chapelle, dans le 18e arrondissement de Paris.

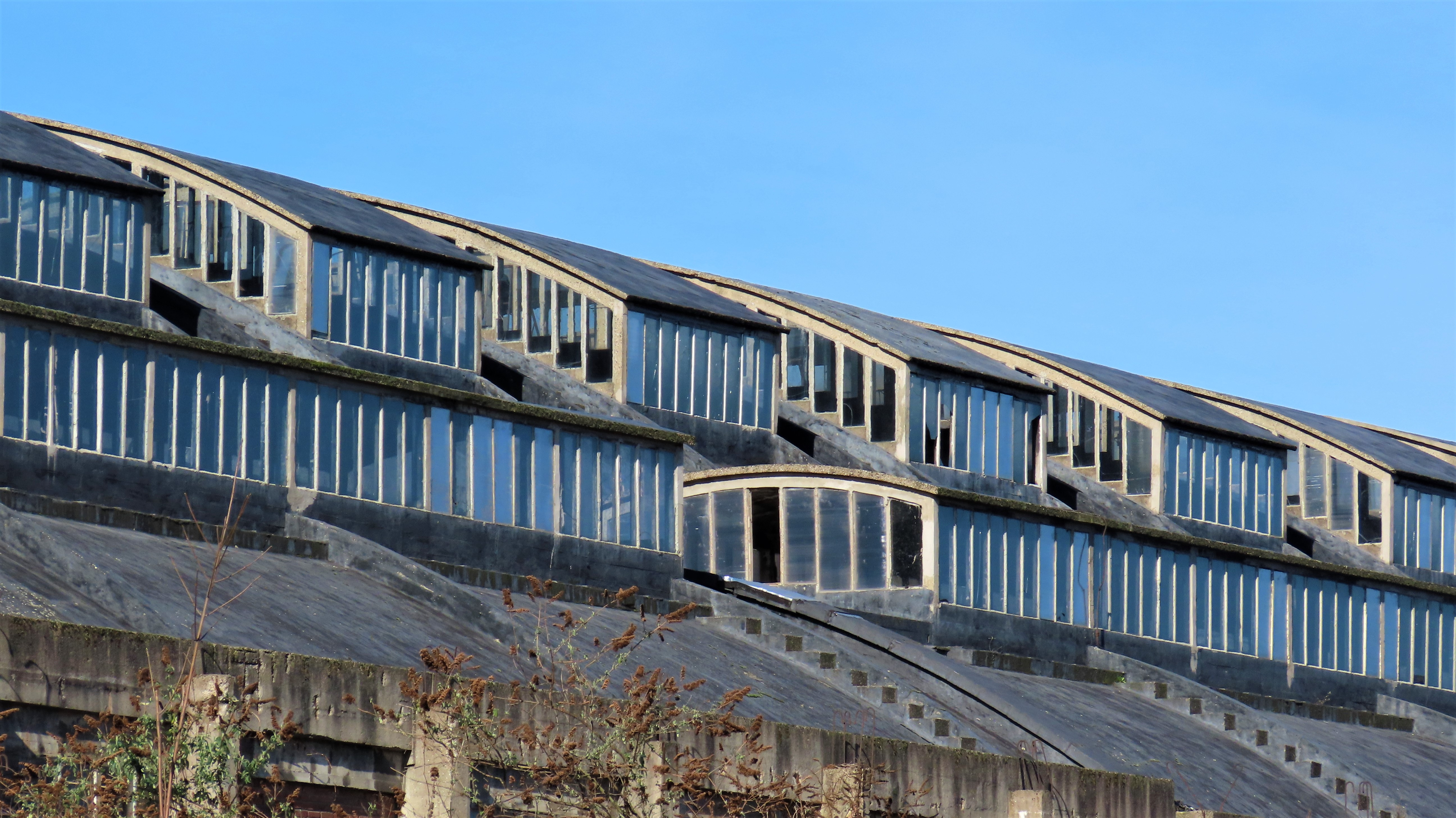
Les "Cathédrales du rail", le site de maintenance ferroviaire, qui abritera le musée Aérosol Saint-Denis

### Bobigny
En 2024, le projet Garage B, porté par l'association Art Azoi, a transformé un ancien garage désaffecté, dans le parc départemental de la Bergère en friche de street art.
Plusieurs artistes, et notamment Vinie Graffiti, Sifat, Nassyo, Marco 93, Olivia de Bona, ont orné de leurs fresques les parois de ce bâtiment.

## Val-de-Marne

### Vitry-sur-Seine
Le développement de l'art urbain à Vitry-sur-Seine, lié à la culture hip hop et rap, dans les années 1980 et 1990 a été accéléré par l'installation en 2008 dans la commune, de l'artiste C215, qui souhaitait se rapprocher de sa fille.
Il a bénéficié également d'un contexte local très favorable, la municipalité communiste menant à partir des années 1960, une politique active de commande publique, notamment auprès d'artistes tels que Ernest Pignon-Ernest, qui contribue à la décoration de la salle des mariages de l'hôtel de ville de Vitry.
Séduit par la ville qui abrite le Musée d'Art contemporain du Val-de-Marne (MAC VAL) inauguré en 2005, C215  est frappé par la présence de vieux graffitis toujours visibles sur les murs, que la municipalité ne souhaite pas effacer. Il  met à créer dès son arrivée :
« C’était en 2008. En arrivant à Vitry pour me rapprocher de ma fille, je me suis aperçu que des tags de 1998 n’avaient pas été effacés : la ville ne nettoyait pas. Tout l’été, je me suis mis à peindre. C’était incroyable ; le contexte était très différent de Paris. »
Pendant plusieurs années, il invite des amis artistes à peindre, au cours de « Vitryjams », puis c'est l'association Vitry’n Urbaine, présidée par Jean-Philippe Trigla, qui encourage la création et contribue à la préservation des oeuvres, met à disposition des artistes du matériel, crée des parcours de visite permettant de découvrir l'art urbain à Vitry.
Les deux "sentinelles" représentant des guerriers bantous de Kouka Ntadi, sur deux grandes façades d'immeubles de l'avenue Henri Barbusse sont devenues le symbole de l'épanouissement du street art à Vitry.
Y sont désormais représentés aussi bien des artistes vitriots tels que Avataar, Brok, Bebar, Serge Bacheré, français (Stew, Kashink) qu'internationaux comme le belge Roa, le brésilien Drika, l'irlandais FinDac, ou le britannique Joseph Loughborough.
Plus de 400 oeuvres sont désormais visibles, peintes dans les allées pavillonnaires et les cours des résidences la cité Robespierre, de l'allée du Petit-Tonneau, de l'avenue Youri-Gagarine ou  la rue des Audigeois.
La municipalité continue d'encourager les artistes, en élaborant une charte informelle de bonne conduite, visant à éviter les graffitis sauvages, rencontre chaque artiste, incite au dialogue avec les propriétaires d'immeubles, et encourage les bailleurs sociaux  afin de permettre la réalisation de fresques monumentales. Selon l'Office du tourisme du Val-de-Marne, plus de 140 oeuvres vitriotes sont financées par le 1 % artistique, comme celle de Nunca, située au 72, rue Camille-Groult.
Elle contribue également à la publication d'ouvrages spécialisés.

### Ivry-sur-Seine
L'art urbain s'est développé notamment dans le quartier d'Ivry-Port, où a été peinte une fresque de Vinci Vince en hommage aux ouvriers de SKF qui ont protesté contre la fermeture de l'usine de roulements à billes en 1985.

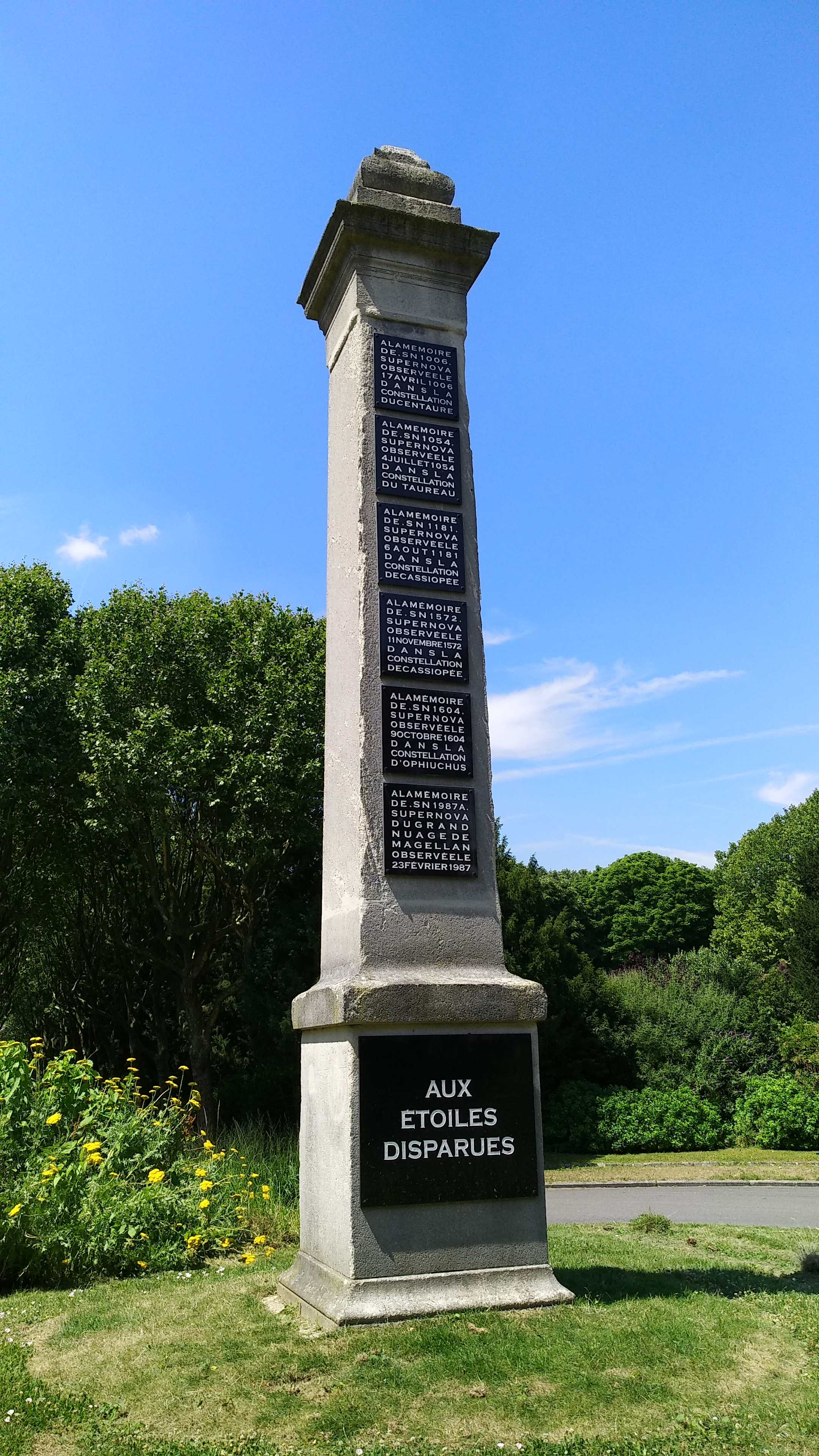
Aux étoiles disparues, C215, Cimetière parisien d'Ivry

Le développement du street art doit beaucoup à C215, dont plusieurs oeuvres sont visibles, notamment la fresque murale, située 133 boulevard de Stalingrad, ou "Aux étoiles disparues" dans le cimetière parisien d'Ivry.

### Fontenay-sous-Bois
En 1989, la municipalité est l'une des première à passer commande auprès d'un artiste pour réaliser une fresque murale de  célébrant le bicentenaire de la Révolution et l’amitié entre les peuples. S'étalant sur 259 mètres, elle est à l'époque la plus longue fresque de France et inspire de nombreuses communes, qui vont à leur tour promouvoir l'art urbain.
Puis au début des années 2000, l'artiste Gregor Podgoski est à l'initiative du festival Art Cité, qui attire de nombreux street artists internationaux, comme Jef Aérosol ou Jérôme Mesnager.

## Hauts-de-Seine

Fresque, allée Maxime Gorki, à Fontenay-sous-Bois

### Malakoff
A la suite de l'exposition "La Réserve/Le Grand 8 de l’art urbain", la municipalité a demandé à plusieurs artistes de peindre des fresques murales. L'une des plus marquantes est Le chibani, portrait de Mohand Dendoune peint en 2016 par Vince sur la façade de l'immeuble du 4 rue de la Tour, et rendant hommage aux Maghrébins de la première génération venus travailler en France et qui contribué au développement économique du pays pendant les Trente glorieuses.

### Bagneux
Bagneux abrite notamment la plus belle fresque d'art urbain de France créée en 2020, récompensée par le "Pinceau d'or" et réalisée par Olivier Costa, sur la façade d’un immeuble de la résidence Odyssée au 40, avenue Victor-Hugo.

## Seine-et-Marne

### Montry
Le galeriste Mehdi Ben Cheikh est à l'initiative du développement de l'art urbain dans le village de Montry, à partir de 2009. Le futur créateur de la galerie Itinerrance a invité plusieurs street artists réputés, tels que C215, Roa, Inti, Jana &JS, Mosko et Hopare, pour orner les façades des maisons de cette petite commune rurale.

### Montévrain
Depuis 2019, des artistes décorent chaque année le centre commercial du Clos du Chêne de Montévrain. Ce projet, parrainé par Speedy Graphito, est né d'une initiative d'Antoine Frey, président-directeur général du groupe Frey, société d'investissement immobilier à l'origine de ce parc d'activités commerciales de plus de 60 000 mètres carrés. Au fil des ans, le Clos du Chêne est devenu le plus grand musée d'art urbain de France à ciel ouvert.

## Yvelines

### Chatou
Berceau de l'impressionnisme, la ville de Chatou a commandé en 2021 œuvres monumentales à Street Art for Mankind, une ONG américaine, qui vise à dénoncer le travail des enfants dans le monde. Deux de ces oeuvres, la fresque en anamorphose de Carlos Alberto GH, et la fresque de Vinnie, ont été récompensées par les French Golden Street Art 2021.

## Ouvrages
- Guide du street art à Paris (2024-2025), Chrixcel et Thom Thom, 2025, Editions alternatives, 176 p. (ouvrage comprenant plusieurs pages sur Bobigny, Les Lilas, Vincennes et Vitry-sur-Seine)
- Petit atlas de poche du Street Art de Paris et sa banlieue : À l'usage du promeneur et de l'amateur, Codex Urbanus, 2024, Omniscience, 318 p.
- L’art est dans la ville - Vitry-sur-Seine, 50 ans d'art contemporain, Ann Hindry, Catherine Viollet, Editions Fage, 2012. 192 p.
- Vitry vit le street art, 2011, Critères éditions, 108 p
- Vitry ville Street Art: L'aventure continue ! , Brigitte Silhol et Nath Oxygene, 2013, Critères éditions, 104 p.
- #christianguemy : L'art du pochoir, Alessandra Mattanza, 2019, 224 p.
- Paris Street Art, Romuald Stivine et Vito del Forte, 2008, Prestel, 96 p.

## Articles
- L’art urbain et la valorisation du territoire, l’exemple de Vitry’n urbaine à Vitry-sur-Seine, in Lieux culturels et valorisation du patrimoine, Institut Paris Région